# Gerd Wiltfang

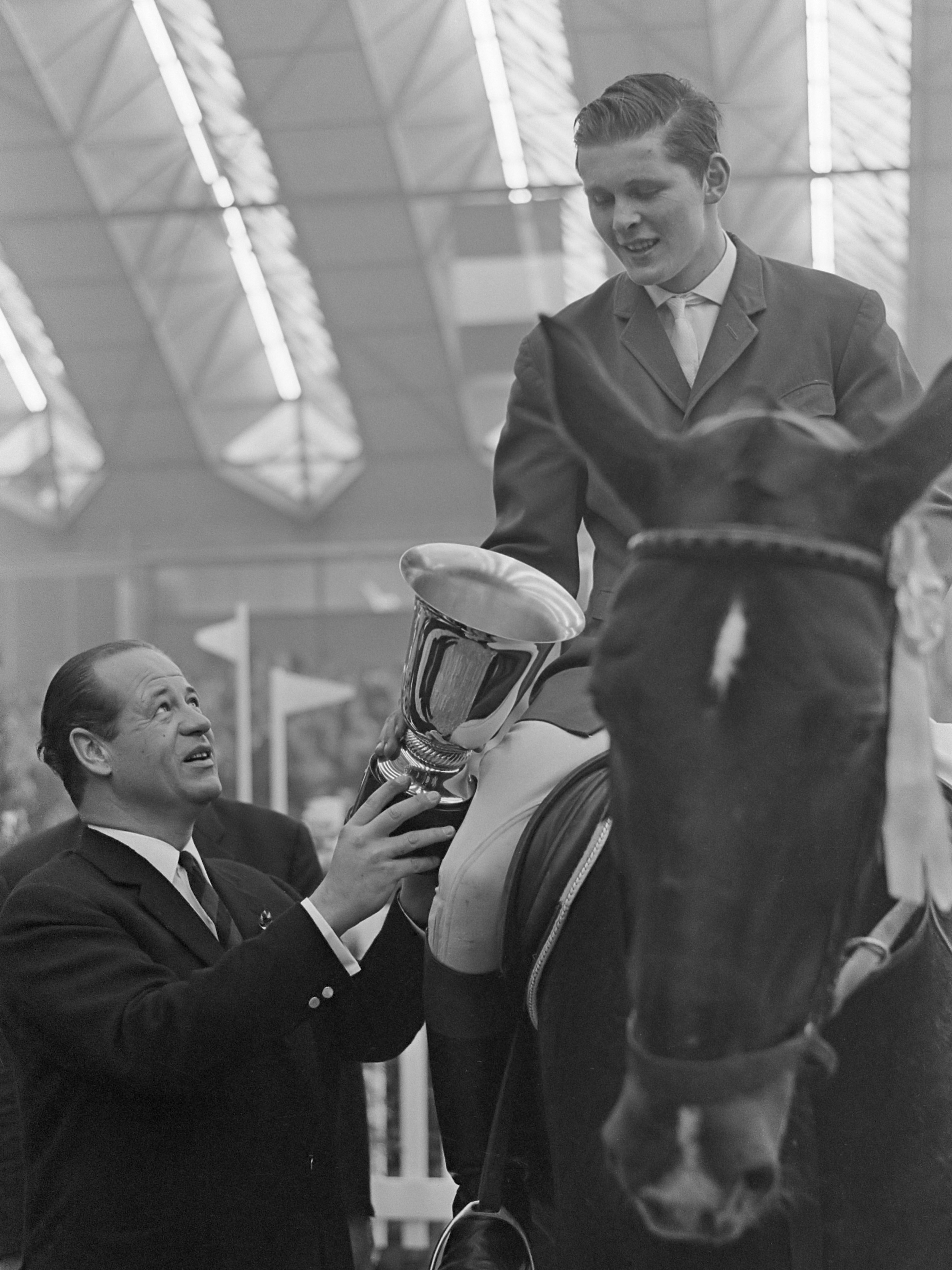
Gerd Wiltfang empfängt einen Pokal von Freddy Heineken (1965)

Gerhard „Gerd“ Wiltfang (* 27. April 1946 in Stuhr; † 1. Juli 1997 in Thedinghausen) war ein deutscher Springreiter.

## Karriere
Mit der deutschen Mannschaft wurde er 1972 bei den Olympischen Spielen in München Olympiasieger im Springreiten. 1978 konnte er seinen größten Erfolg im Einzel erringen, als er in Aachen auf Roman Weltmeister wurde. Wegen des Olympiaboykotts konnte er 1980 nicht bei den Olympischen Spielen in Moskau antreten.
Wiltfang starb im Alter von 51 Jahren an Herzversagen.
Bei seinem Tod war er in dritter Ehe verheiratet und hatte aus dieser Ehe zwei Söhne. Er fand seine letzte Ruhestätte auf dem Friedhof der Gemeinde Ganderkesee im Ortsteil Bookholzberg.
Außerdem hatte er zwei Kinder aus einer früheren Ehe.
Für seine Verdienste um den Sport in Niedersachsen wurde er 1998 in die Ehrengalerie des niedersächsischen Sports des Niedersächsischen Instituts für Sportgeschichte aufgenommen. Außerdem wurde er mit dem Silbernen Lorbeerblatt ausgezeichnet.

## Erfolge
- Olympische Spiele

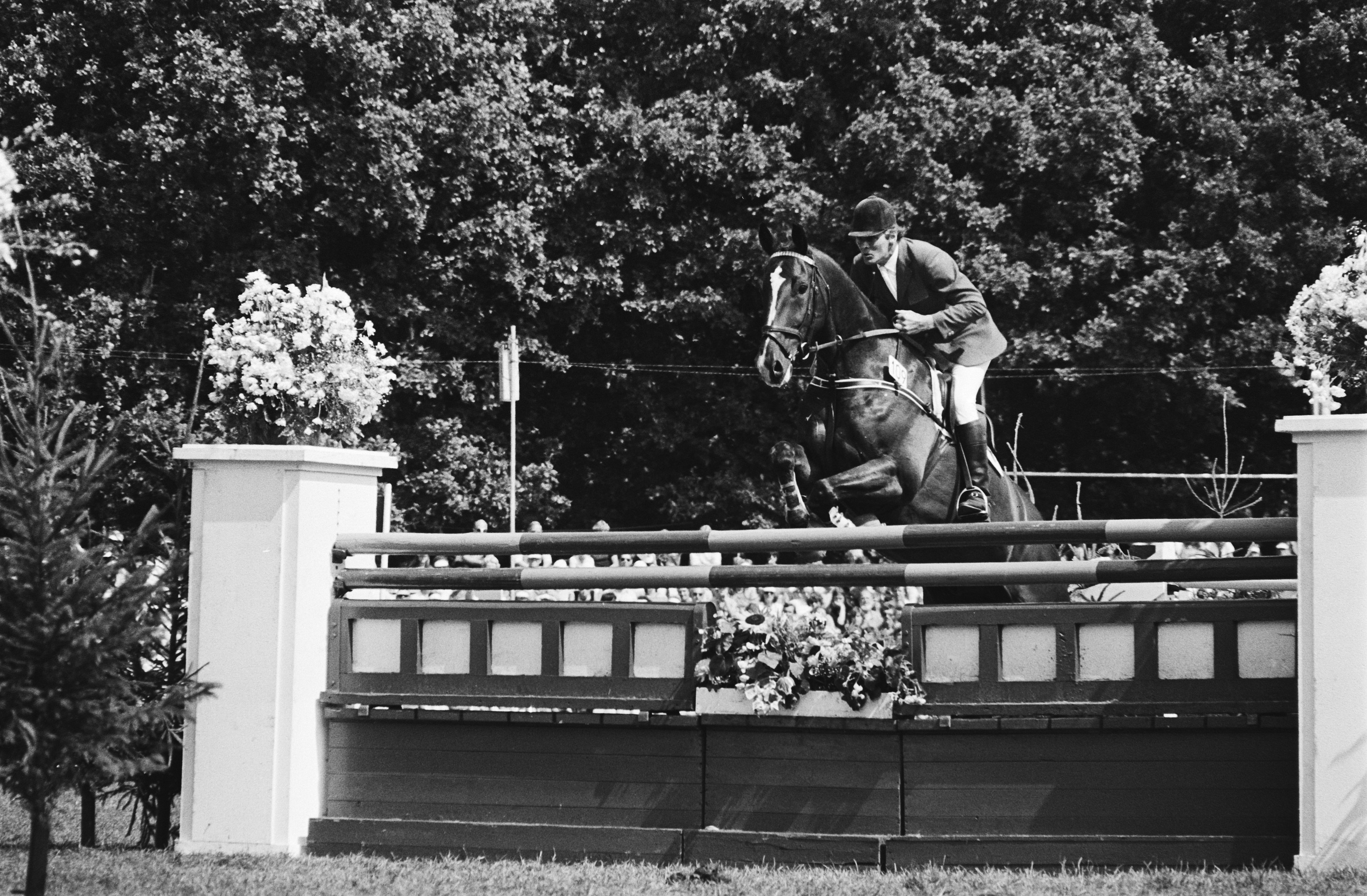
Gerd Wiltfang mit Roman beim Internationaal Springruiterfestival Rotterdam 1980

  - 1972 in München: Goldmedaille Mannschaft und 16. Platz in der Einzelwertung auf Askan
- Olympia-Ersatzwettbewerbe der boykottierenden Staaten
  - 1980, Rotterdam: 4. Rang in der Mannschaftswertung auf Roman

- Weltmeisterschaften
  - 1978 in Aachen: Goldmedaille Einzel auf Roman und 5. Platz Mannschaftswertung[8][9]
  - 1982 in Dublin: Silbermedaille Mannschaft und 23. Platz in der Einzelwertung auf Roman[10][11]

- Europameisterschaften
  - 1977 in Wien: Bronzemedaille Mannschaft
  - 1979 in Rotterdam: Silbermedaille Mannschaft, Goldmedaille Einzel auf Roman
  - 1981 in München: Goldmedaille Mannschaft

- Deutsche Meisterschaften
  - Deutscher Meister 1966, 1971, 1979

- CHIO Aachen
  - Sieger im Großen Preis von Aachen 1976 auf Davos

- Deutsches Springderby
  - Sieger 1979 auf Roman

(Angaben aus)